# الفارو، لا ریوجا
الفارو، لا ریوجا (به اسپانیایی: Alfaro, La Rioja) یک شهرستان در اسپانیا است که در لاریوخا واقع شده‌است.

## خصوصیات
الفارو ۱۹۴٫۲۳ کیلومترمربع مساحت و ۹٬۸۸۳ نفر جمعیت دارد و ۳۱۰ متر بالاتر از سطح دریا واقع شده‌است.